# Lindsey Shaw
Lindsey Shaw, född 10 maj 1989 i Lincoln, Nebraska, är en amerikansk skådespelare.

## Filmografi i urval
- 2004–2007 – Ned's Declassified School Survival Guide (TV-serie) som Jennifer 'Moze' Mozely
- 2007–2008 – Aliens of America (TV-serie) som Claire Tolchuck
- 2008 – Eleventh Hour (TV-serie) som Vivian Bingham (i ett avsnitt)
- 2009–2010 – 10 Things I Hate About You (TV-serie) som Kat Stratford
- 2011 – The Howling, Reborn 2011 som Elijana Vynter
- 2011 – Teen Spirit som Lisa Sommers
- 2011–2014 – Pretty Little Liars (TV-serie) som Paige
- 2012 – 16-Love som Ally Mach
- 2014 – Suburgatory (TV-serie) som June